# Вытегорский уезд
Вытего́рский уе́зд — административная единица Олонецкой губернии Российской империи.

## Географическое положение
Уезд занимал юго-восточную часть губернии и граничил с Лодейнопольским уездом на юго-западе, Каргопольским уездом на северо-востоке, Пудожским уездом на севере и с Новгородской губернией на юге. По площади занимал 10879,3 кв. вёрст (11605,8 км²). Уездным городом являлась Вытегра.

### Современное положение
В данный момент бо́льшая часть территории уезда входит в состав Вытегорского района Вологодской области.

## История

### В составе Российской империи

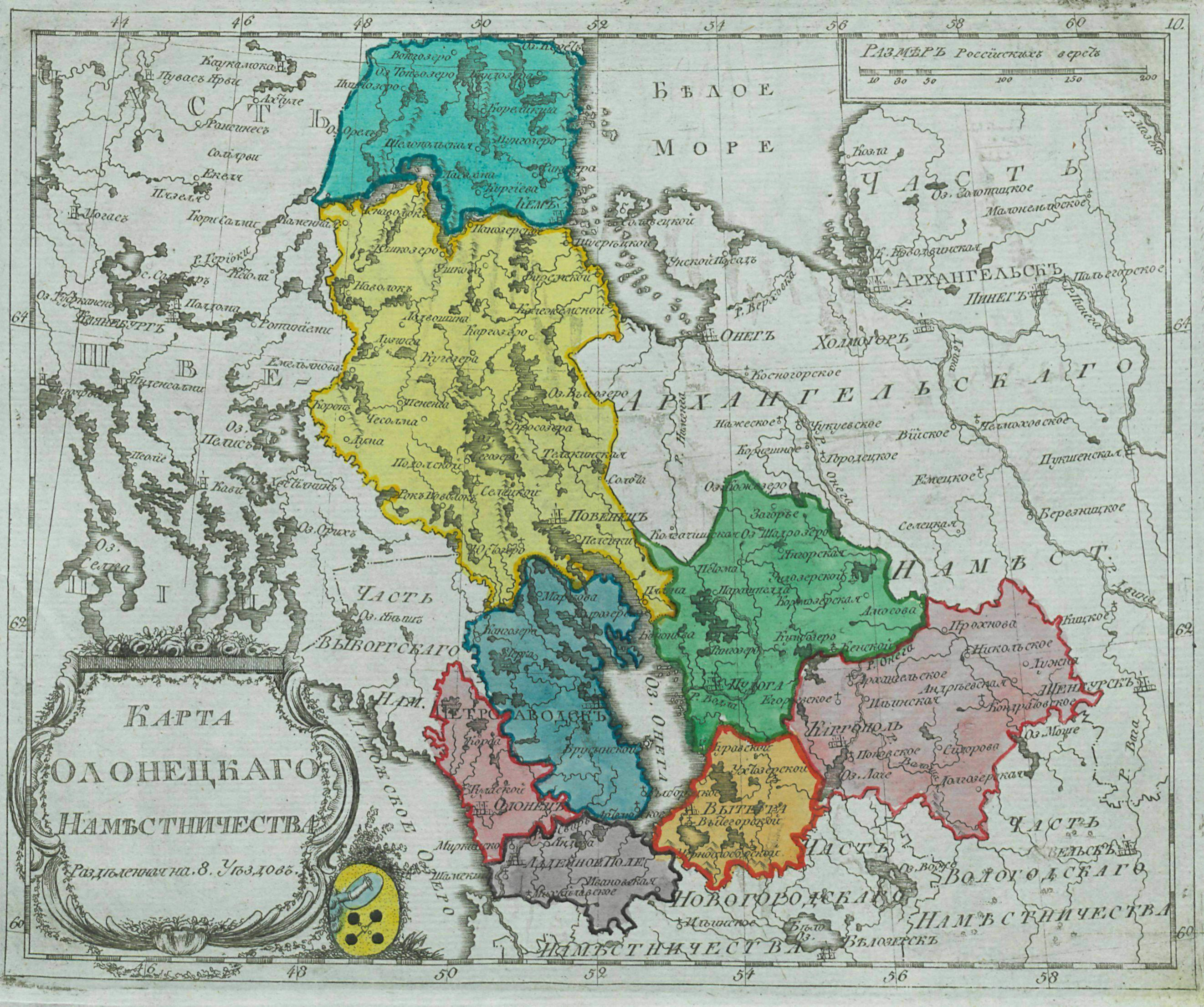
Вытегорский уезд, 1792 год

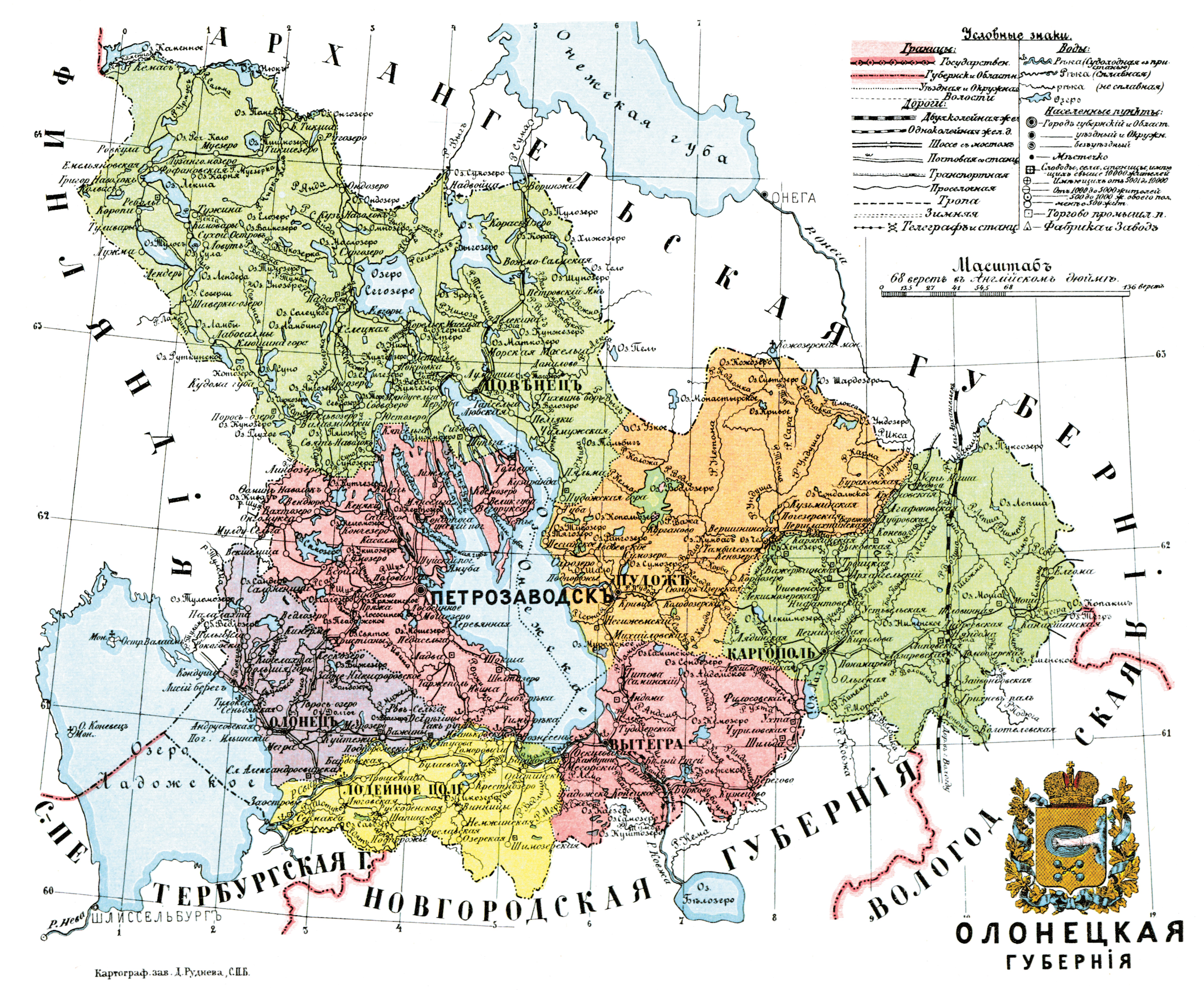
Вытегорский уезд, 1913 год

Уезд образован именным указом императрицы Екатерины II от 24 августа (4 сентября) 1776 года одновременно с образованием Новгородского наместничества и вошёл в состав Олонецкой области.
Именным указом от 22 мая (2 июня) 1784 года уезд Олонецкая область вместе с Вытегорским уездом была выделена из состава Новгородского наместничества и преобразована в самостоятельное Олонецкое наместничество.
Именным указом от 16 (27) мая 1785 года часть территории уезда вошла в состав вновь образованного Пудожского уезда.
Согласно Штатам губерний, утверждённых Павлом I 31 декабря 1796 года (11 января 1797 года), Олонецкое наместничество было упразднено. В соответствии с этим, по докладу Сената, утверждённому императором 15 (26) июля 1799 года, Вытегорский уезд был передан в состав Новгородской губернии. Одновременно в состав уезда была вновь включена территория, передававшаяся в 1785 году в состав Пудожского уезда.
Именным указом от 9 (21) сентября 1801 года Олонецкая губерния была восстановлена, а сенатским указом от 10 (22) октября 1802 года восстановлен и Пудожский уезд, а территория Вытегорского уезда была возвращена к границам екатерининского времени.
В полицейском отношении уезд к 1916 году делился на три стана, полицейских урядников было 13. Церковных приходов насчитывалось 37.
В уезде была широко развита торговля, отчего существовали проекты перенесения губернского центра из Петрозаводска в Вытегру.

### При советской власти
С 1917 года по ноябрь 1921 года Вытегорский уезд состоял из уездного города Вытегры и 20 волостей. По постановлению административной комиссии Олонецкого губернского исполкома от 22 ноября 1921 года в Вытегорском уезде были ликвидированы 8 волостей: Тудозерская волость была присоединена к Андомской волости, Коштугская и Ундозерская — к Ежезерской волости, Мегорская и Палтожская — к Кондушской, Ладвозерская — к Саминской, Ягремская — к Тихмангской волости, Сойдинская — к Чёрнослободской волости.
По постановлению административной комиссии Олонецкого губисполкома от 11 декабря 1921 года Мегорский сельсовет Оштинской волости Лодейнопольского уезда был передан в состав Кондушской волости Вытегорского уезда, а Коштугский сельсовет — в состав Ежезерской волости Вытегорского уезда.
Постановлением НКВД РСФСР от 19 апреля 1922 года утверждено деление уезда на 12 волостей: Андомскую, Бадожскую, Вытегорскую, Девятинскую, Ежезерскую, Кондушскую, Макачевскую, Саминскую, Тихманьгскую, Ухотскую, Чёрнослободскую и Шильдскую.
Декретом ВЦИК от 18 сентября 1922 года Олонецкая губерния была упразднена, Вытегорский уезд был передан в состав Петроградской губернии, кроме Тихманьгской, Ухотской и Шильдской волостей, которые вошли в состав Каргопольского уезда Вологодской губернии.

## Упразднение
Постановлением Президиума ВЦИК от 7 февраля 1927 года Вытегорский уезд был упразднён, его территория вошла в состав Лодейнопольского уезда.

## Демография
Население по состоянию на
- 1842 год — 30 477 жителей
- 1873 год — 38 385 жителей
- 1897 год — 55 999 жителей
- 1905 год — 53 553 жителей

## Административное деление
В 1867 году в составе уезда — 9 волостей: Бадожская, Белоручейская, Есиповская, Кондужская, Макачевская, Никулинская, Ухотская, Чернослободская, Шильдская.
В 1890 году в состав уезда входило 11 волостей:
| № п/п | Волость            | Волостное правление  | Число селений | Население |
| ----- | ------------------ | -------------------- | ------------- | --------- |
| 1     | Бадожская          | д. Анненский Мост    | 53            | 1871      |
| 2     | Вытегорская        | с. Анхимово          | 82            | 5247      |
| 3     | Девятинская        | с. Парфиевское       | 49            | 2154      |
| 4     | Кондушская         | с. Кондушский погост | 132           | 6093      |
| 5     | Коштугская волость | д. Марковская        | 56            | 3477      |
| 6     | Макачевская        | д. Макачёво          | 123           | 6162      |
| 7     | Никулинская        | д. Брызгалово        | 115           | 6291      |
| 8     | Тихмангская        | д. Патровская        | 57            | 5233      |
| 9     | Ухотская           | д. Песок             | 42            | 3399      |
| 10    | Чернослободская    | с. Игнатово          | 62            | 2795      |
| 11    | Шильдская          | д. Григорьева        | 17            | 3567      |

В 1916 году число волостей возросло до 13:
- Андомская волость
- Бадожская волость
- Вытегорская волость
- Девятинская волость
- Кондушская волость (центр — село Кондушский погост)
- Коштугская волость (центр — деревня Марковская)
- Макачевская волость
- Тихмангская волость (центр — деревня Патровская)
- Тудозерская волость (центр — деревня Тудозеро)
- Ухотская волость
- Чернослободская волость (центр — село Игнатово)
- Шильдская волость (центр — деревня Григорьева)
- Ягремская волость (центр — село Давыдковское).

В соответствии с Постановлением Президиума ВЦИК от 14 февраля 1923 года Вытегорский уезд Петроградской губернии делился на волости:
- Андомская волость
- Бадожская волость
- Вытегорская волость
- Девятинская волость
- Ежезерская волость
- Кондушская волость
- Макачевская волость
- Саминская волость
- Чёрно-Слободская волость